# Eressa microchilus
Eressa microchilus là một loài bướm đêm thuộc phân họ Arctiinae, họ Erebidae.